# Super Junior05
Super Junior05 – debiutancki album studyjny południowokoreańskiej grupy Super Junior, wydany 5 grudnia 2005 roku przez SM Entertainment. Album był promowany przez dwa single „Twins (Knock Out)” oraz „Miracle”. Sprzedał się w liczbie 99 237 egzemplarzy.
Piosenki „Keep In Touch” i „Believe” są koreańskimi coverami piosenek „ki・zu・na” i „Believe” japońskiego zespołu EXILE.

## Lista utworów
| CD  | CD                                                                         | CD      |
| Nr  | Tytuł utworu                                                               | Długość |
| --- | -------------------------------------------------------------------------- | ------- |
| 1.  | „Miracle”                                                                  | 2:56    |
| 2.  | „Twins (Knock Out)”                                                        | 3:20    |
| 3.  | „You Are The One”                                                          | 3:52    |
| 4.  | „Rock This House”                                                          | 3:07    |
| 5.  | „Way For Love” (kor.차근차근 (Way For Love) Chageunchageun (Way For Love)) | 3:17    |
| 6.  | „So I”                                                                     | 3:43    |
| 7.  | „Over”                                                                     | 3:16    |
| 8.  | „Keep In Touch”                                                            | 4:31    |
| 9.  | „L.O.V.E.”                                                                 | 3:36    |
| 10. | „Believe”                                                                  | 4:54    |
| 11. | „Twins (Knock Out)” (Inst.)                                                | 3:21    |

## Notowania
| Lista                                   | Najwyższa pozycja |
| --------------------------------------- | ----------------- |
| Recording Industry Association of Korea |                   |
| 3 (Monthly Chart)                       |                   |
| 21 (Yearly Chart)                       |                   |